# Korporationsverband

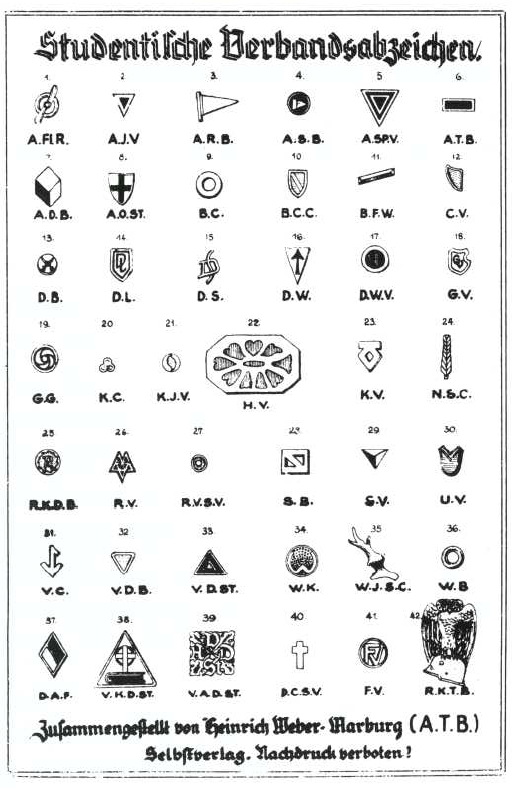
Abzeichen der Korporationsverbände (um 1920)

Die meisten Studentenverbindungen sind in sogenannten Korporationsverbänden organisiert. Das sind (Dach-)Verbände von Studentenverbindungen bestimmter Korporationsarten, wie z. B. Corps, Landsmannschaften, Burschenschaften oder katholische Studentenverbindungen. Sie haben eine eigene Satzung, die genau regelt, welche Verbindung unter welchen Umständen beitreten kann, und vereinen Verbindungen, die bestimmte Formalien und/oder Prinzipien gemeinsam haben. Innerhalb eines Korporationsverbandes können sich die einzelnen Verbindungen trotzdem gravierend unterscheiden.
Manche Korporationsverbände sind als Bünde organisiert; die Angehörigen eines solchen Verbandes nennen sich daher gegenseitig Bundesbrüder. Ebenfalls wird für Korporationsverbände häufig der Begriff „Kartellverband“ verwendet. Hier bezeichnen sich die Angehörigen als Kartellbrüder.
Die Zugehörigkeit zu einem Korporationsverband ist jeder Studentenverbindung selbst überlassen. Sie bietet der einzelnen Studentenverbindung die Möglichkeit, sich überregional zusammenzuschließen und so den Kontakt zu anderen Hochschulorten zu knüpfen und zu pflegen. Häufig übernimmt der Verband auch die Aufgabe, die Studentenverbindung in der Öffentlichkeit darzustellen, was für eine einzelne Verbindung zu aufwendig und teuer wäre.

## Abkommen zwischen Korporationsverbänden
Es existieren oder existierten mehrere Dachverbände der Korporationsverbände, darunter der Convent Deutscher Korporationsverbände (CDK), der Convent Deutscher Akademikerverbände (CDA) sowie der Europäische Kartellverband (EKV). 
Außerdem gibt und gab es verschiedene Kooperationsabkommen zwischen mehreren Korporationsverbänden, beispielsweise das Erlanger Verbände- und Ehrenabkommen von 1921 oder das Bonner Papier von 1980.